# Кистехвостые дикобразы
Кистехвостые дикобразы (лат. Atherurus) — род млекопитающих семейства дикобразовых отряда грызуны, обитающих в Азии и Африке.

## Описание
Как и у других видов данного семейства, тело покрыто иголками: длина их короче, чем у представителей рода Hystrix, но значительно больше, чем у длиннохвостого дикобраза. На кончике хвоста располагается скопление иголок, использующееся как средство защиты. Тело вытянутое (длина 35—40 см), формой напоминает тело крыс.

## Образ жизни
Беременность самки длится 100—110 дней, после чего она рожает от одного до четырёх детёнышей. Обитают в лесах, где ведут ночной образ жизни, также являются хорошими пловцами. Поедают растения, хотя также могут питаться насекомыми. Кистехвостые дикобразы могут жить группами, насчитывающими 2—8 особей. Рекорд продолжительности жизни в неволе составил почти 23 года.

## Виды
К кистехвостым дикобразам относятся:
- Африканский дикобраз (Atherurus africanus)
- Большехвостый дикобраз (Atherurus macrourus)
- † Atherurus karnuliensis

## Галерея

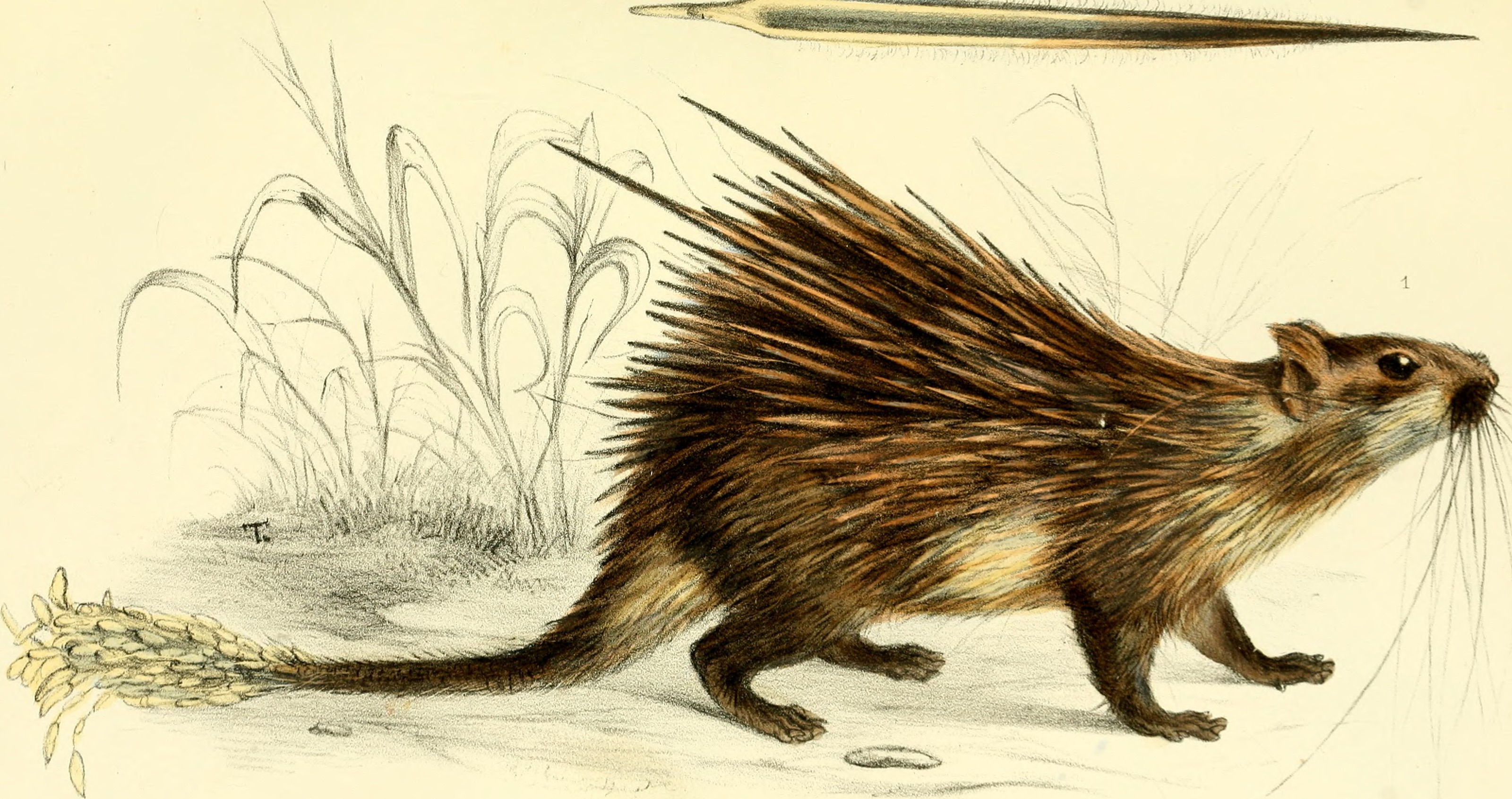
Африканский дикобраз
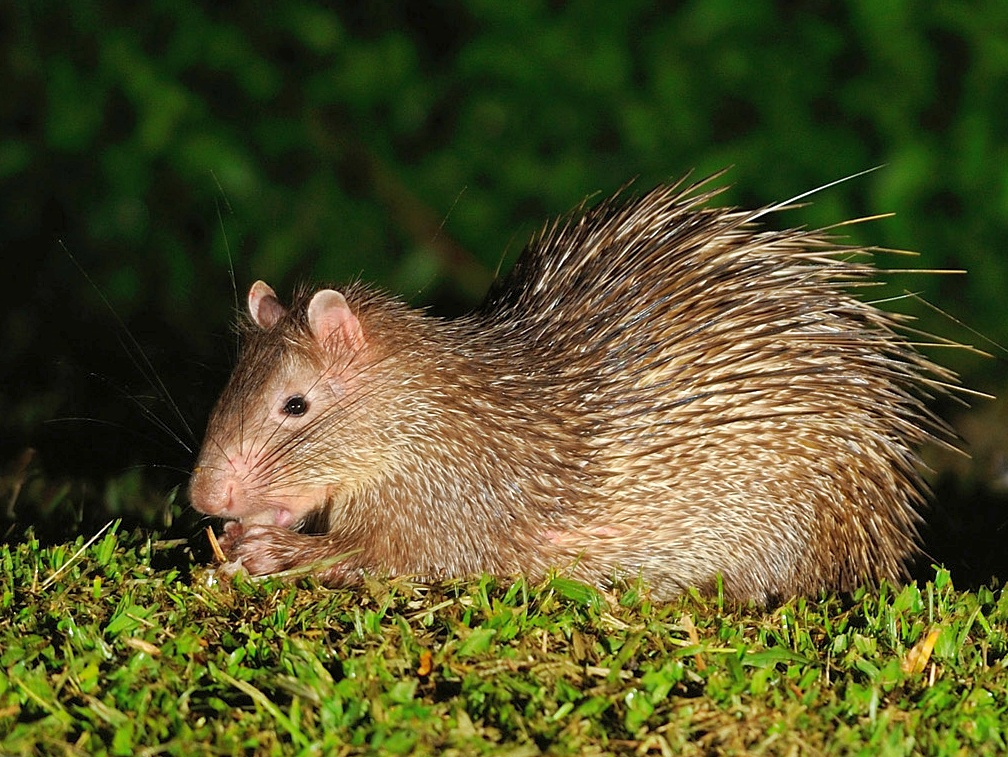
Большехвостый дикобраз